# 畑 (池田市)
畑（はた）は、大阪府池田市にある地名である。一丁目から五丁目まである。郵便番号は 563-0021 である。当地域の人口は、2017年12月末時点で 6,713 人である（池田市市民生活部総合窓口課の資料による）。面積は、2018年3月末時点で 2.996 平方キロメートルである（池田市市長公室広聴文書課の資料による）。

## 地理
池田市の東部に位置する。南西部に一丁目があり、南東部に二丁目がある。北部に三丁目があり、中部に四丁目があり、東部に五丁目がある。北は、伏尾町、東山町、中川原町と接しており、西は、木部町、五月丘四丁目および五丁目、渋谷二丁目および三丁目と接している。南は、緑丘二丁目、旭丘一丁目および二丁目と接しており、東は、箕面市と接している。

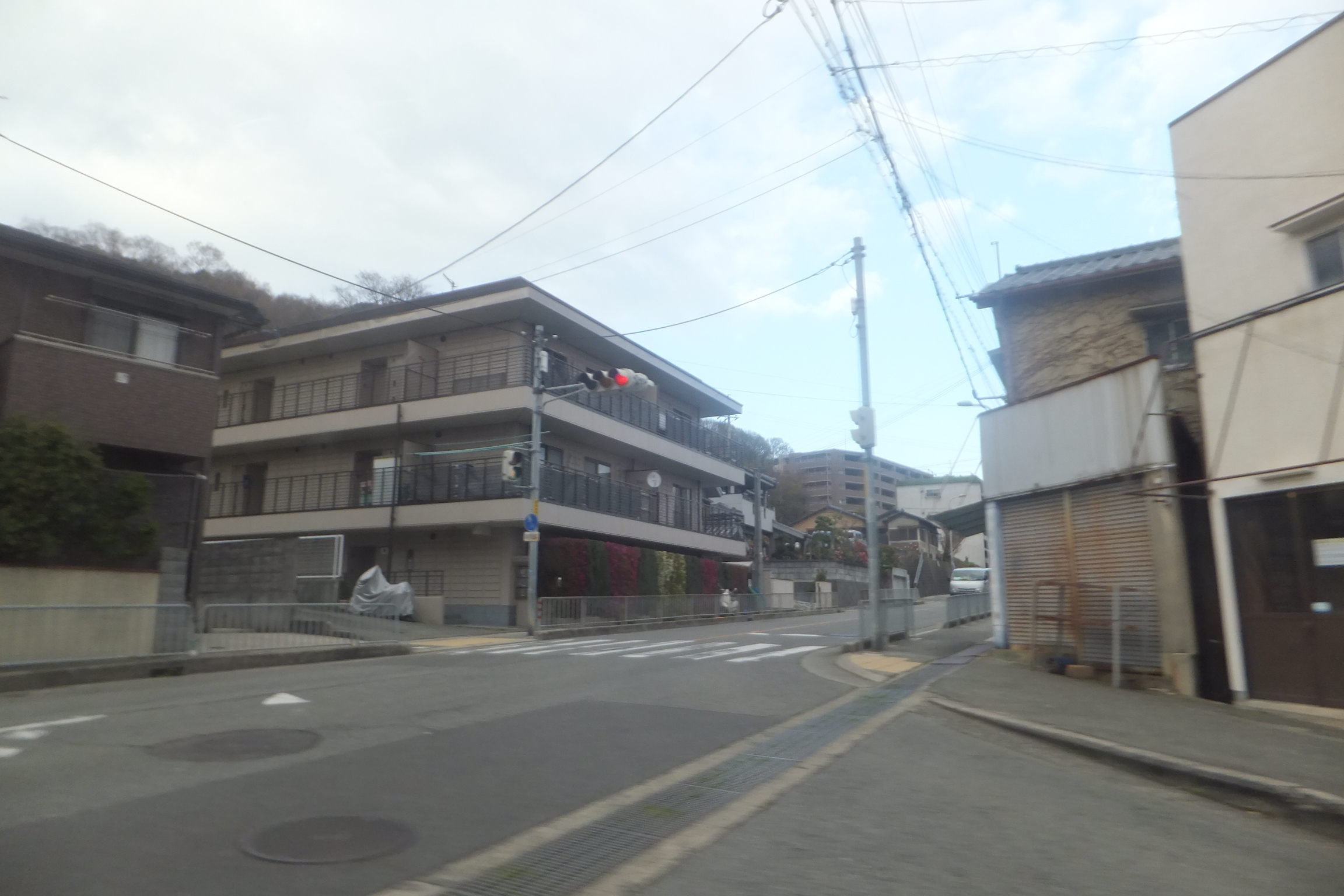
箕面池田線

当地域の中部には、大阪府道9号箕面池田線（山之手線）が通っており、南東部には、東畑住吉線（宮之前東畑線）が通っている。池田市の最東端は、畑三丁目27番地先である。当地域は、池田市立秦野小学校および池田市立渋谷中学校の校区に含まれる。三丁目から五丁目は、池田山風致地区に指定されている。

## 歴史
1836年（天保7年）の『摂津国名所旧跡細見大絵図』に「畑」の地名が確認できる。1875年（明治8年）、畑小学校・尊鉢小学校（現在の池田市立秦野小学校）が開校される。1880年（明治13年）、東畑村と西畑村が、畑村に変更される。1889年（明治22年）、畑村が、秦野村大字畑に変更される。1944年（昭和19年）、畑が畑町に変更される。
1950年（昭和25年）、秦野幼稚園が開園される。1960年（昭和35年）11月、池田カンツリー倶楽部が開場される。1969年（昭和44年）、五月山霊園が開設される。1975年（昭和50年）12月、大阪府立渋谷高等学校が畑町186（現在の畑四丁目）に移転する。1977年（昭和52年）、秦野保育所が開所される。1979年（昭和54年）1月1日、畑町が畑一丁目から五丁目に変更される。1982年（昭和57年）3月、一丁目に南畑会館が開設される。2008年（平成20年）、めぐみ訪問看護ステーションが三丁目に開設される。2011年（平成23年）4月、てりは東畑デイサービスセンターが五丁目に開設される。2019年（令和元年）8月、有料老人ホーム「はっぴーらいふ池田五月山」が三丁目に開設される。2020年（令和2年）4月1日、児童発達支援・放課後等デイサービス、cocoroが五丁目に開設される。同年8月7日、グルペット (gruppetto) が三丁目に開店される。2021年（令和3年）1月7日、唐揚げ専門店、あじむどり 池田畑店が一丁目に開店される。

## 施設
- 池田畑郵便局[31]
- ほっかほっか亭 畑2丁目店[32]
- 畑2丁目公園[33]
- 畑5丁目第1公園[33]
- 畑4丁目公園[33]
- 畑5丁目第2公園[33]
- 東畑公園[33]
- 西畑公園[33]
- 南畑公園[33]
- ちばら公園[33]
- あびこ公園[33]
- きのもと公園[33]

かつて存在した施設
- 会庵 東畑店[34][35]